# ニッポンときめき歴史館
『ニッポンときめき歴史館』（ニッポンときめきれきしかん）は、1999年3月26日から2000年3月14日までNHK総合テレビで放送されていた教養番組である。NHK大阪放送局が主管製作していた。

## 概要
前番組『堂々日本史』と同様に、日本の歴史に隠された様々な人間模様や歴史の舞台裏を描いていた。本番組では「歴史館館長」の内藤啓史（当時大阪放送局アナウンサー）がゲストのタレントや史実研究家らとともに、立体模型やグラフィックスを用いて歴史関連の情報を分かりやすく提供していた。
番組は、2000年4月の大規模番組改定を受けて終了した。後継番組は『その時歴史が動いた』である。

## 出演者
歴史館館長（司会）
内藤啓史
リポーター
中川緑、比留木剛史、高木康博、宮本愛子、小田切千、久米暁、古谷敏郎、太田雅英、鳥海貴樹、山本雅子、山本美穂、栗田勇人
久米、山本雅子、山本美穂以外は全員NHKのアナウンサーである。

## 放送リスト
| 放送日                        | サブタイトル                                                                | ゲスト                                                     |
| ----------------------------- | --------------------------------------------------------------------------- | ---------------------------------------------------------- |
| 1999年03月26日 （スペシャル） | よみがえる夢の都〜豊臣秀吉の大坂建造計画〜                                  | 上田正樹、渡辺徹、岩崎ひろみ、脇田修                       |
| 1999年04月06日                | 戦国魔法戦争〜武将たちの開運テクニック〜                                    | 瀬川瑛子、衣笠祥雄、小和田哲男                             |
| 1999年04月13日                | 元禄ミステリー 心中ブームはなぜ起きた?                                      | 東ちづる、大鶴義丹、佐伯順子                               |
| 1999年04月20日                | 鹿鳴館にかけた女性たち                                                      | 四方義朗、大石恵、四本信子                                 |
| 1999年04月27日                | 一件落着! 大岡越前に挑戦                                                    | 田嶋陽子、渡辺裕之、大久保治男                             |
| 1999年05月04日                | 琉球王国 歌と踊りの外交戦略                                                 | 真栄平房昭、清水圭、早坂好恵                               |
| 1999年05月11日                | 古代「日本」誕生 ベールを脱いだ「天武天皇」の時代                           | 山田雅人、大和和紀、猪熊兼勝                               |
| 1999年05月18日                | 江戸安売り革命〜解明! 三井越後屋の新商法〜                                  | 市田ひろみ、林家こぶ平、童門冬二                           |
| 1999年05月25日                | 滝沢馬琴 50歳からの健康法                                                   | 斉藤慶子、立松和平、下川辰平（馬琴役）、立川昭二           |
| 1999年06月01日                | 黄金の国 ジパング伝説                                                       | 志茂田景樹、杜けあき、入間田宣夫                           |
| 1999年06月08日                | シリーズ源氏物語 (1) 〜光源氏・愛と権力の狭間で〜                           | 高木美保、林隆三、山口博                                   |
| 1999年06月15日                | シリーズ源氏物語 (2) 〜紫の上、運命と闘った女〜                             | 高木美保、林隆三、服藤早苗                                 |
| 1999年06月22日                | 古代日本、“中華帝国”への道〜遣唐使派遣の舞台裏〜                            | タケカワユキヒデ、山咲千里、東野治之                       |
| 1999年06月29日                | 夏を乗り切れ! 江戸の猛暑克服大作戦                                          | 尾車浩一、賀来千香子、永山久夫、林家正雀                   |
| 1999年07月06日                | 明日は七夕!徹底検証 江戸の天文ブーム                                        | 神田紅、川野太郎、岡田芳朗                                 |
| 1999年07月13日                | 幕府、名酒と戦う〜江戸の東西日本酒ウォーズ〜                                | 東ちづる、なぎら健壱、小泉武夫                             |
| 1999年07月27日                | シリーズ江戸時代の旅 (1) 〜夢をのせて東海道を踏破せよ〜                     | 白井貴子、原田大二郎、神崎宣武                             |
| 1999年08月03日                | シリーズ江戸時代の旅 (2) 〜旅ブームをつかめ! 旅行業者のアイデア作戦〜       | 白井貴子、原田大二郎、神崎宣武                             |
| 1999年08月24日                | 地獄を知った平安貴族〜藤原道長の「臨終」〜                                  | 高木美保、楳図かずお、山折哲雄、旭堂小南陵                 |
| 1999年09月07日                | 宮本武蔵 太平の世に生きた戦士                                               | 三田村邦彦、増田明美                                       |
| 1999年09月14日                | 人の心 計りがたし〜知将・石田三成の誤算〜                                   | 春風亭小朝、松居一代、小和田哲男                           |
| 1999年09月21日                | 戦国京都 焼け野原からの復活                                                 | 天野祐吉、手塚理美、脇田修                                 |
| 1999年09月28日                | 江戸の町娘おしゃれ革命                                                      | 川崎麻世、島森路子、小澤弘                                 |
| 1999年10月05日                | 信長軍団・出世の条件〜能力主義社会をどう生きるか〜                          | 上之郷利昭、清水ちなみ                                     |
| 1999年10月12日                | 豊臣秀吉のラブレター                                                        | 浅井慎平、高橋洋子、田端泰子                               |
| 1999年10月19日                | 御三家誕生〜徳川家康・260年の天下の秘密〜                                   | 童門冬二、斉藤慶子                                         |
| 1999年10月26日                | 長崎オランダ商館の恋〜シーボルトとおたきの30年〜                            | 市川森一、高木美保、繁浦昭輔                               |
| 1999年11月02日                | 大江戸スーパースターの誕生〜市川団十郎〜                                    | 渡辺徹、杜けあき、諏訪春雄                                 |
| 1999年11月09日                | 江戸のヒットメーカー 蔦屋重三郎                                             | 秋元康、若村麻由美、田中優子、尾美としのり（蔦屋重三郎役） |
| 1999年11月16日                | シリーズ江戸時代マネー革命 (1) 損して得とる相場の極意〜なにわ米商人の挑戦〜 | 紺谷典子、林家こぶ平                                       |
| 1999年11月30日                | シリーズ江戸時代マネー革命 (2) 借金地獄を脱出せよ!〜薩摩藩の財政再建作戦〜  | ラサール石井、東ちづる、原口泉                             |
| 1999年12月07日                | いよいよ討ち入り                                                            |                                                            |
| 1999年12月14日                | シリーズ忠臣蔵(2)赤穂浪士切腹までの50日間（ニュース形式）                   | 桂三枝（現・六代目桂文枝）（室鳩巣役）                     |
| 2000年01月04日                | 明治空想科学物語〜SF作家・村井弦斎の未来予測〜                              | 岡部まり、松本零士、旭堂小南陵(村井弦斎役)、松下滋         |
| 2000年01月11日                | 公開! 坂本龍馬の手紙〜日本を洗濯致し申し候〜                                | 石井九楊、白井貴子、木村幸比古                             |
| 2000年01月18日                | 出世の達人 藤堂高虎                                                         | 天野祐吉、神田紅、小和田哲男                               |
| 2000年01月25日                | 大久保利通 明治国家・孤高のリーダー                                         | 猪口邦子、加来耕三                                         |
| 2000年02月01日                | 戦国を生き抜け! 跡取り息子たちの選択                                        | 童門冬二、残間里江子                                       |
| 2000年02月08日                | 古代日本の文明開化〜飛鳥びとたちの技術革新〜                                | パンツェッタ・ジローラモ、城之内ミサ、猪熊兼勝、泉谷申一   |
| 2000年02月15日                | 徹底比較! 江戸VS大坂                                                        | 藤本義一、江戸家小猫、脇田修                               |
| 2000年02月22日                | 千年の古都を近代化せよ〜明治・京都の復興計画〜                              | 三田寛子、夢枕獏、森谷尅久                                 |
| 2000年02月29日                | 源氏物語ロマン 光源氏と紫の上・愛の軌跡                                     | 高木美保、林隆三、服藤早苗                                 |
| 2000年03月07日                | 東海道を旅してみれば〜体験! 江戸時代の旅行ブーム〜                          | 白井貴子、原田大二郎、神崎宣武                             |
| 2000年03月14日                | あなたが選ぶ日本史10大事件                                                  | 里中満智子、大林宣彦                                       |